# Jaromír Dajbych
Jaromír Dajbych (20. ledna 1883 Kutná Hora – 23. ledna 1956 Kutná Hora) byl autorizovaný civilní inženýr a architekt, stavitel, politik a sokolský funkcionář činný v Kutné Hoře. Za druhé světové války byl vězněn a po Únoru 1948 pronásledován komunistickým režimem. Významná prvorepubliková kutnohorská osobnost.

## Život
Jaromír Dajbych se narodil 20. ledna 1883 v Kutné Hoře do rodiny místního kutnohorského stavitele Čeňka Dajbycha (1845–1913). Vysokoškolské vzdělání (architekturu) absolvoval v Praze na technice (ČVUT) v letech 1900 až 1906 u architekta, pedagoga, designéra a restaurátora Josefa Schulze (1840–1917). Po skončení studií byl od roku 1910 stavitelem na Kutnohorsku, kde pak po smrti svého otce v roce 1913 převzal jeho stavební firmu.

### Stavební a architektonická činnost
Zde uvedený výčet projekčních, stavebních, opravných či rekonstrukčních prací, kterých se Jaromír Dajbych se svojí firmou účastnil není zdaleka úplný:
- 1912: Bývalý objekt školy ve Zbraslavicích,[6][7] památkově chráněný objekt od 3. května 1958;[8]
- 1913: Rozšíření skladiště Hospodářského dvora v Kutné Hoře;[6][4]
- 1919: Přestavba hotelu Černý kůň, Kollárova číslo popisné 314 v Kutné Hoře.[9][6] Budovu hotelu Dajbych přestavěl a v roce 1919 na domě vytvořil modernistickou fasádu.
- 1931–1933: Tylovo divadlo v Kutné Hoře;[10][4][5]
- 1937: Hangár na letišti ve Zbraslavicích;[11][6]
- 1941: Oprava kostela svatého Jakuba Staršího v Kutné Hoře;
- 1939–1943: Hlavní budova nemocnice v Kutné Hoře (Kutná Hora – Žižkov, čp. 237, Vojtěšská 26);[12][4][5]
- ????: Kostel v Červených Janovicích;[4][5]
- ????: Obecná škola v Kutné Hoře;[4]
- ????: Sokolovna na Žižkově v Kutné Hoře;[13][4][5]

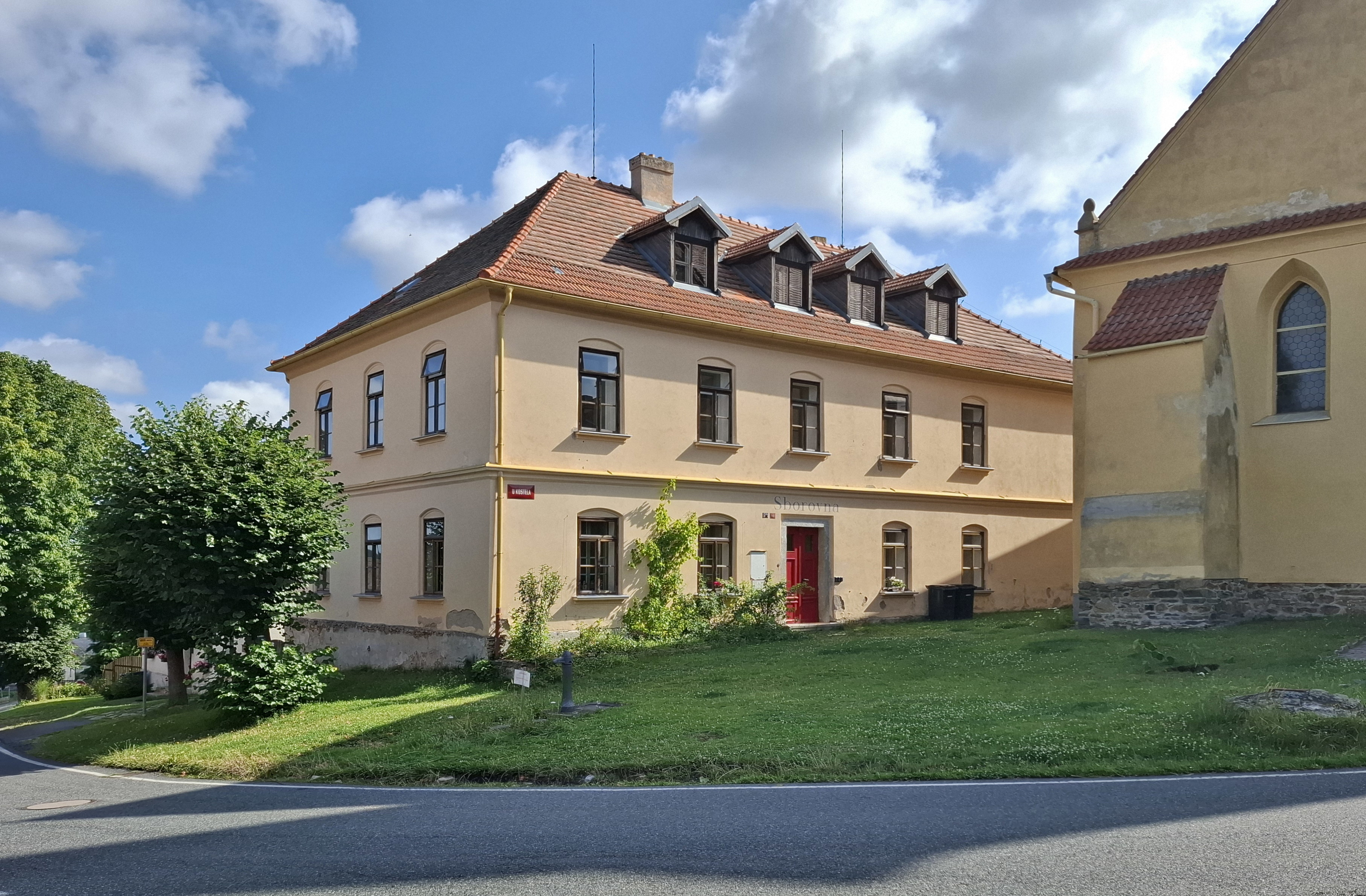
Bývalá škola ve Zbraslavicích
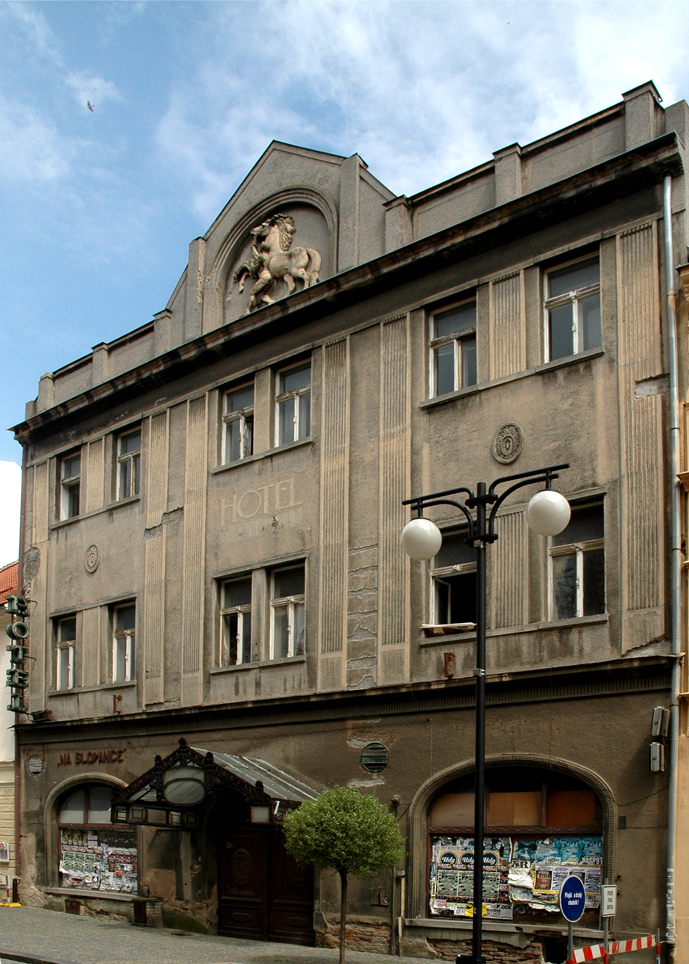
Hotel Černý kůň v Kutné Hoře
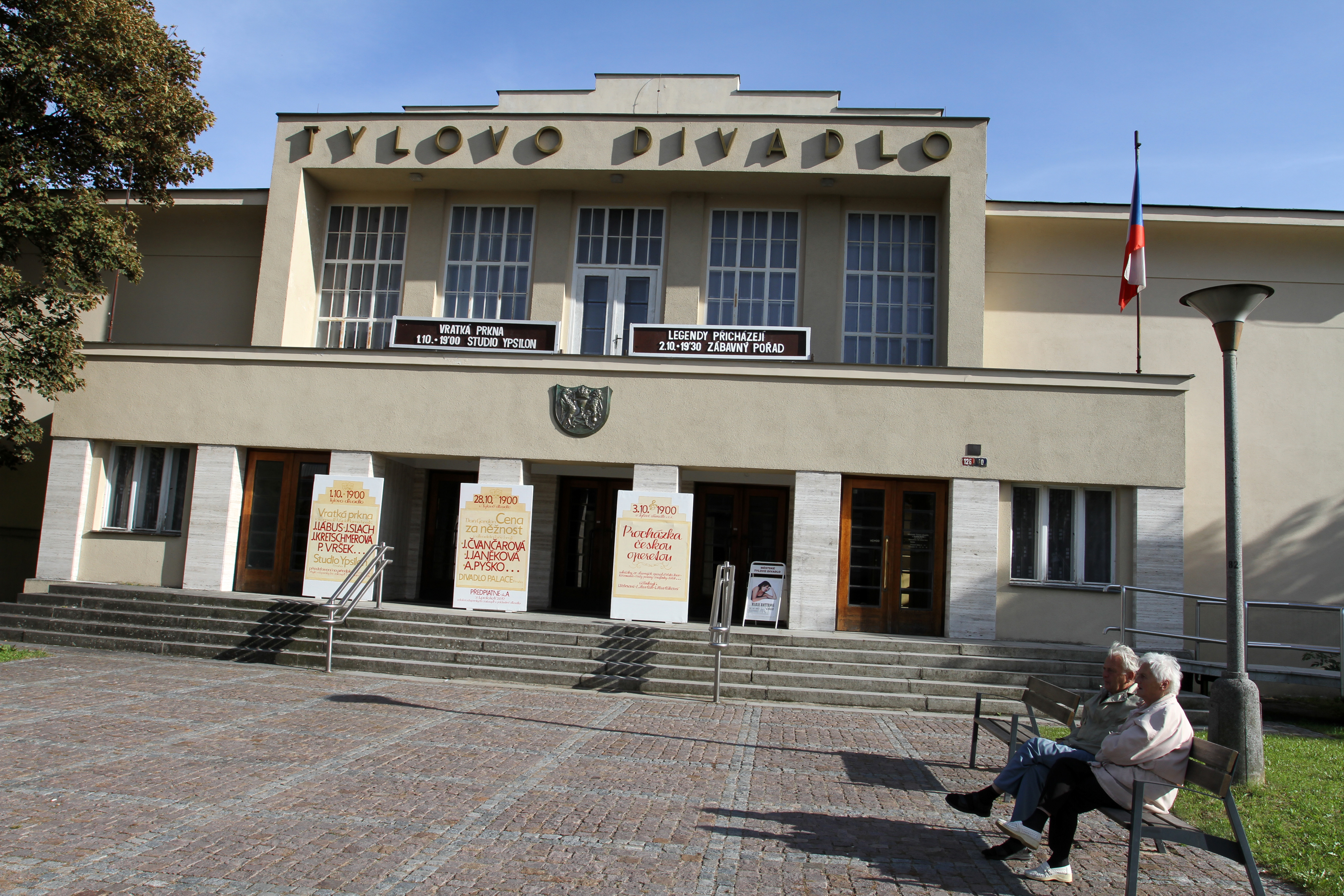
Městské Tylovo divadlo v Kutné Hoře
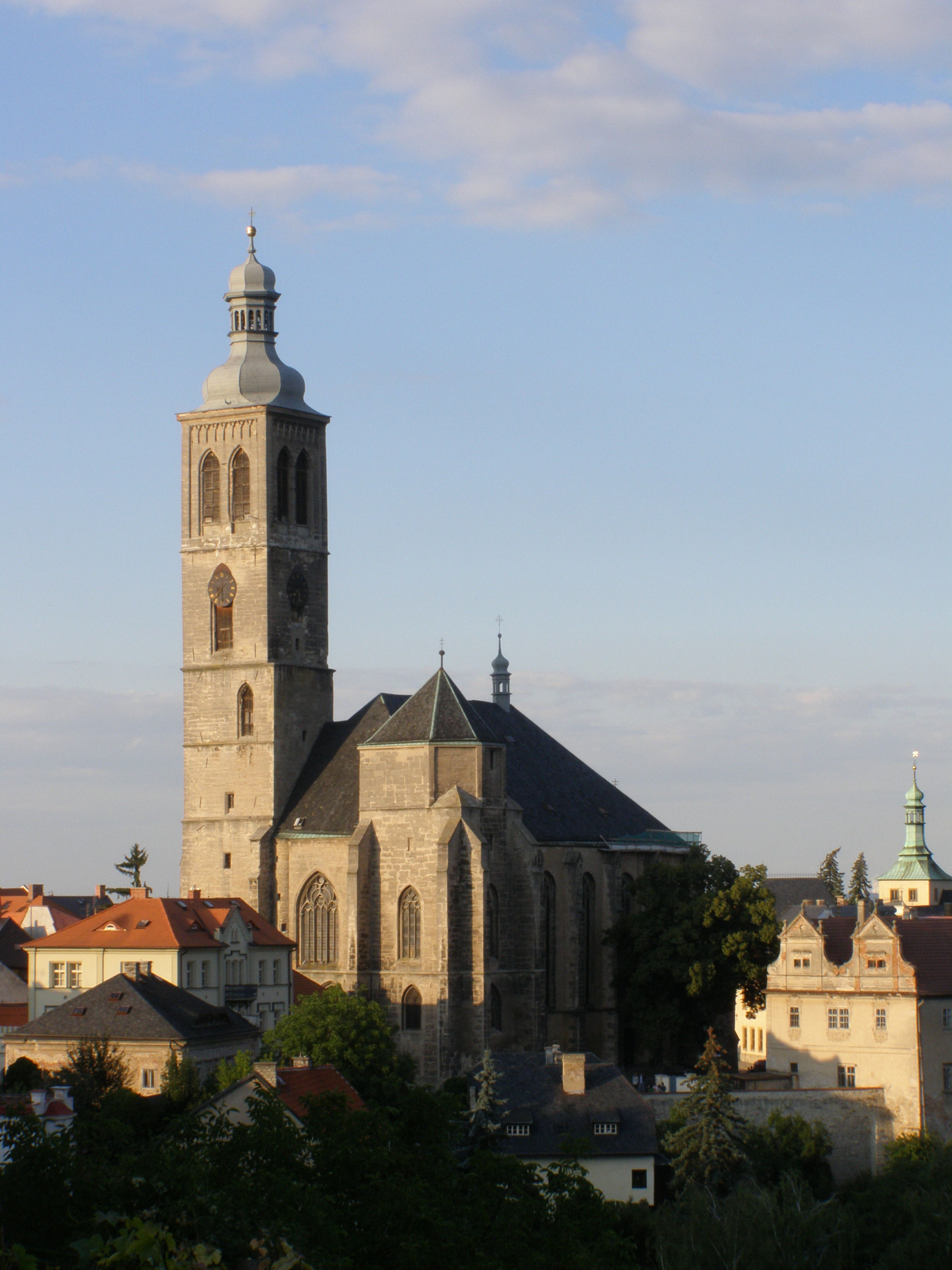
Oprava kostela svatého Jakuba Staršího v Kutné Hoře
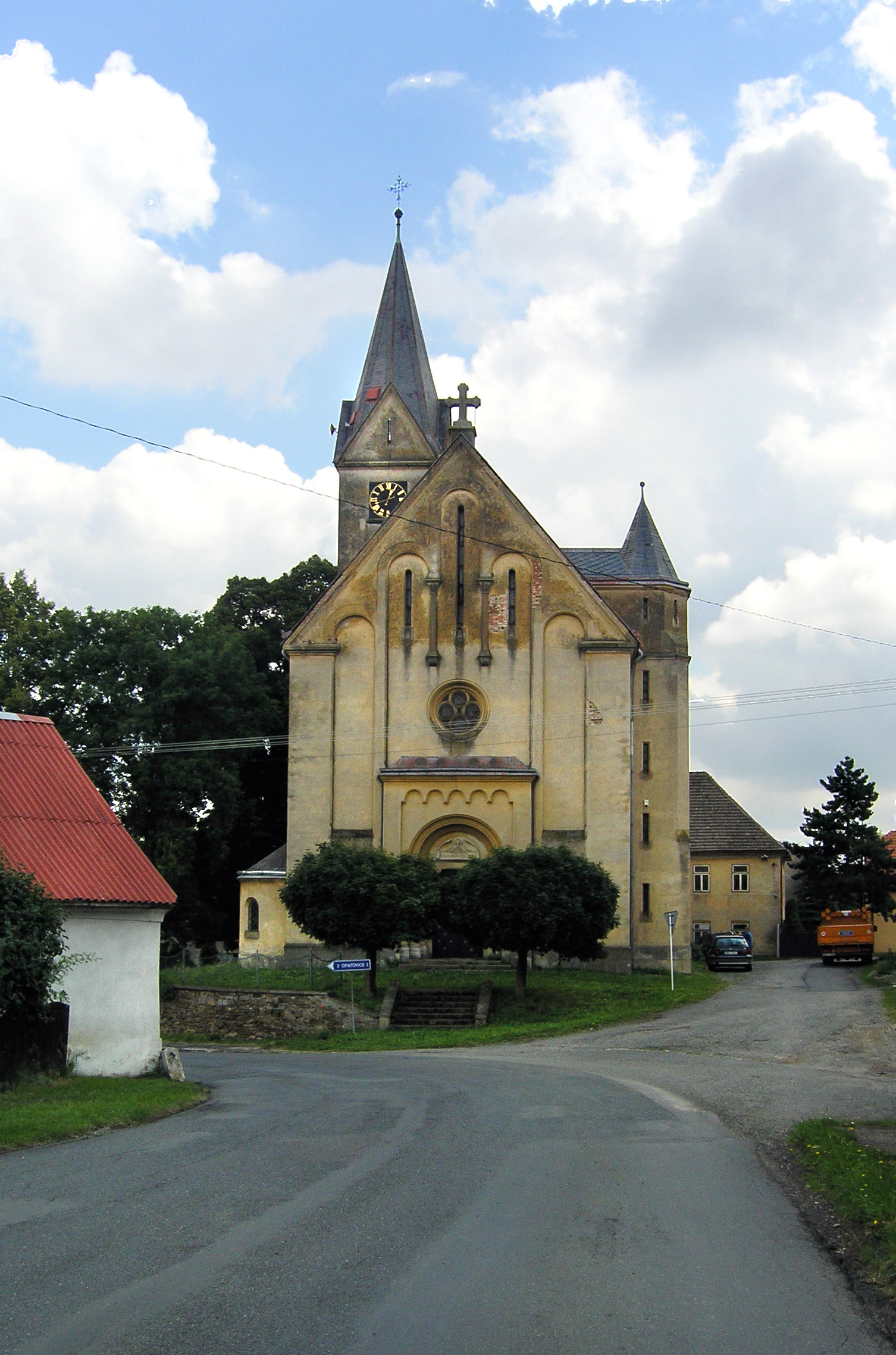
Kostel svatého Martina v Červených Janovicích

Ve 30. letech 20. století se Jaromír Dajbych podílel na stavbě některých objektů, které byly součástí československého pohraničního opevnění:
- 1937–1938: Lehké opevnění, úsek K1 Mníšek;[6]
- 1937–1938: Lehké opevnění, úsek K2 Chrastava;[6]
- 1937–1938: Lehké opevnění, úsek J1 Jizerské Hory;[6]
- 1938: Lehké opevnění, úsek K3 Dlouhá hora.[6]

### Veřejný život
Kromě stavitelství se Jaromír Dajbych také účastnil veřejného a společenského života. Ještě před první světovou válkou byl členem Mladočeské strany (rozpuštěna v únoru 1918). Krátce (za druhé republiky) byl také členem Strany národní jednoty. Za první republiky zasedal Dajbych coby člen v městské radě a také zastával funkci náměstka starosty Kutné Hory. Již od útlého mládí a svých školních let byl členem Sokola. Tady se věnoval převážně lehké atletice a fotbalu. V pozdějším věku se stal sokolským cvičitelem a pak i sokolským funkcionářem. Dlouhá léta vykonával funkci starosty Sokola Kutná Hora a starosty Havlíčkovy sokolské župy. V době, kdy se po skončení první světové války a vyhlášení samostatné Československé republiky formovaly polovojenské sokolské jednotky určené k dočasné obraně hranic, byl Jaromír Dajbych zvolen v říjnu 1918 prvním posádkovým velitelem Kutné Hory a jako dobrovolník bojoval v roce 1919 na Slovensku.

### Protektorát
Za Protektorátu Čechy a Morava se stal jedním ze stovek zatčených při celoprotektorátním zátahu na sokolské činovníky v rámci německé represivní Akce Sokol (noc ze 7. října 1941 na 8. října 1941). V policejní věznici gestapa v Malé pevnosti v Terezíně pak strávil asi 6 týdnů, než byl propuštěn. V letech 1938 až 1942 vykonával funkci předsedy kutnohorské správní komise. Výkon této funkce zapříčinil jeho opětovné zatčení a věznění v Drážďanech. Druhou světovou válku přežil.

### Komunistické Československo
Po plném uchopení moci komunisty v Československu v roce 1948 byl Jaromíru Dajbychovi zabaven majetek, nemohl dále vést svoji stavební firmu a dokonce byl v říjnu 1948 vyloučen se Sokolské organizace s odůvodněním, že „nemá kladný poměr k lidově demokratickému zřízení“. Na živobytí si nějaký čas Ing. arch. Dajbych vydělával projektováním a kreslením stavebních výkresů, ale i tuto činnost měl později zakázánu vykonávat. V kutnohorské továrně na tabákové výrobky (kutnohorský státní podnik Tabák, a.s.) pak Jaromír Dajbych pracoval až do své smrti dne 23. ledna 1956.